# Coralliophila marrati
Coralliophila marrati is een slakkensoort uit de familie van de Muricidae. De wetenschappelijke naam van de soort is voor het eerst geldig gepubliceerd in 1956 door Knudsen.